# Square du Temple - Elie-Wiesel
Le square du Temple - Elie-Wiesel est un jardin parisien du 3e arrondissement, créé en 1857.

## Situation et accès
Marquant la limite septentrionale du quartier du Marais, le square du Temple - Elie-Wiesel est encadré par la rue de Bretagne au sud, la rue Eugène-Spuller à l'est, la rue Perrée au nord et la rue du Temple à l'ouest. À l'est, il donnait autrefois sur des bains-douches, qui furent ensuite remplacés par la mairie du 3e arrondissement, de l'autre côté de la rue Eugène-Spuller.
Comme le bâtiment voisin du Carreau du Temple, le square occupe une part de l'ancien enclos des Templiers, et recouvre partiellement l'emplacement passé de la tour du Temple.
En face du square, devant le 10, rue Perrée, se trouve une station Vélib'. Plus à l'ouest, au 18 de la même rue, un immeuble face au jardin arbore un cadran solaire inscrit dans une sculpture qui s'étend sur cinq étages. Une inscription sur l'immeuble indique le nom du sculpteur, « J. Rispal ».
Le square est desservi à proximité par la ligne 3 à la station Temple.

## Caractéristiques
Le jardin comprend un kiosque à musique, datant de 1900, une aire de jeux pour les enfants, des pelouses dont la plus vaste est ouverte au public du 15 avril au 15 octobre, des fontaines et une pièce d'eau avec une cascade artificielle sur des rochers de la forêt de Fontainebleau. La grille qui entoure le square a été dessinée par l'architecte Gabriel Davioud.

Entrées du square
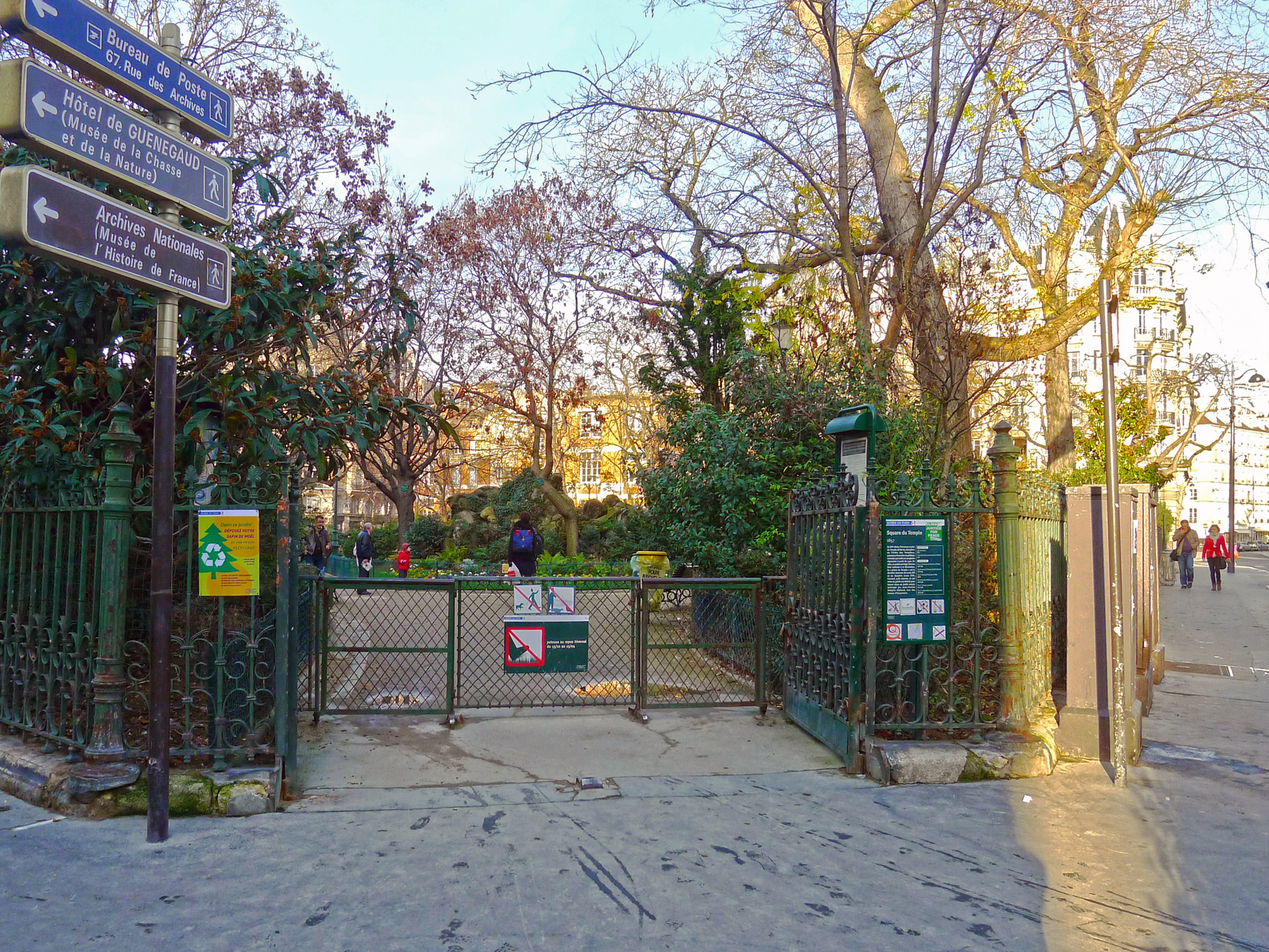
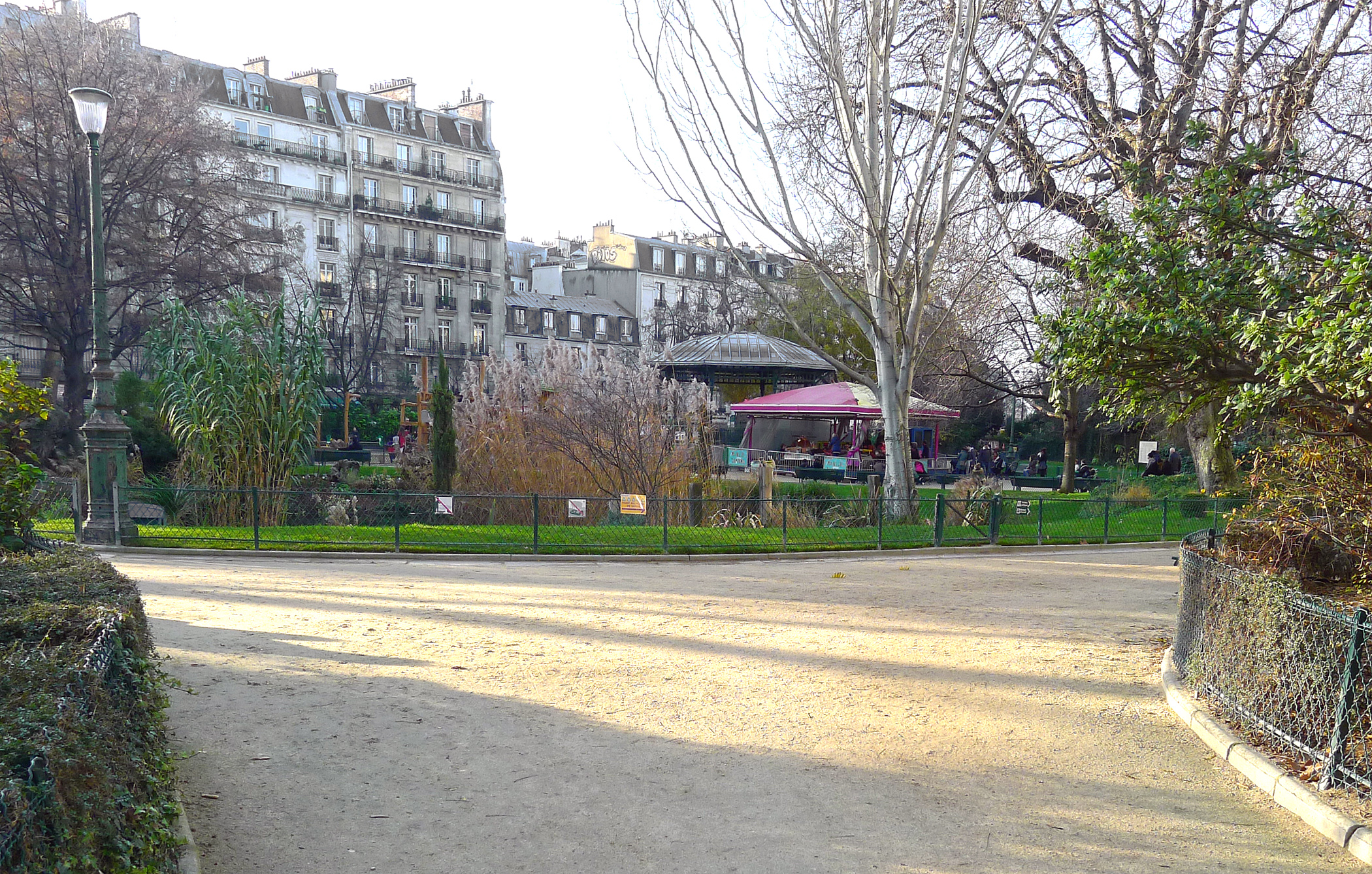
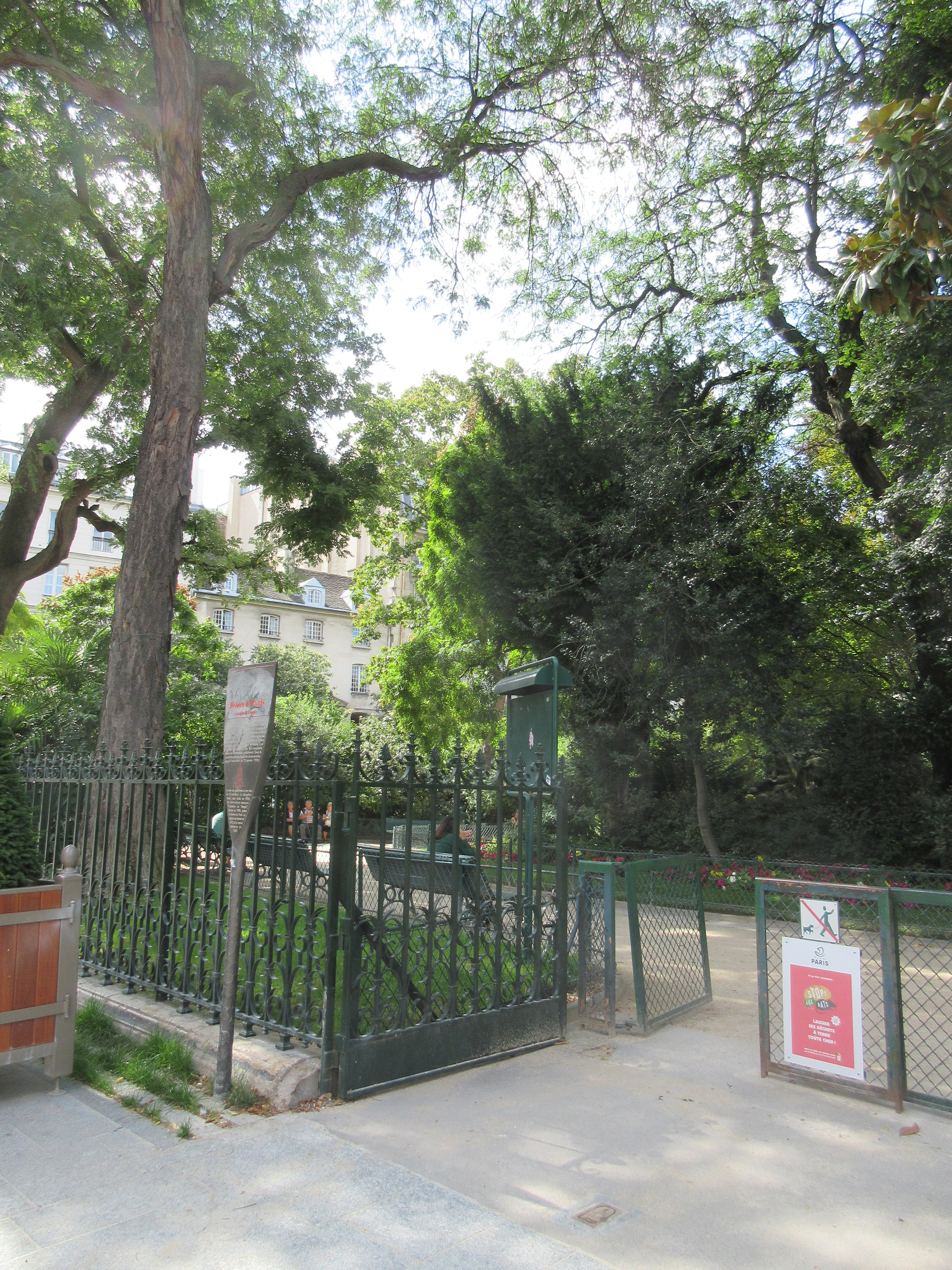
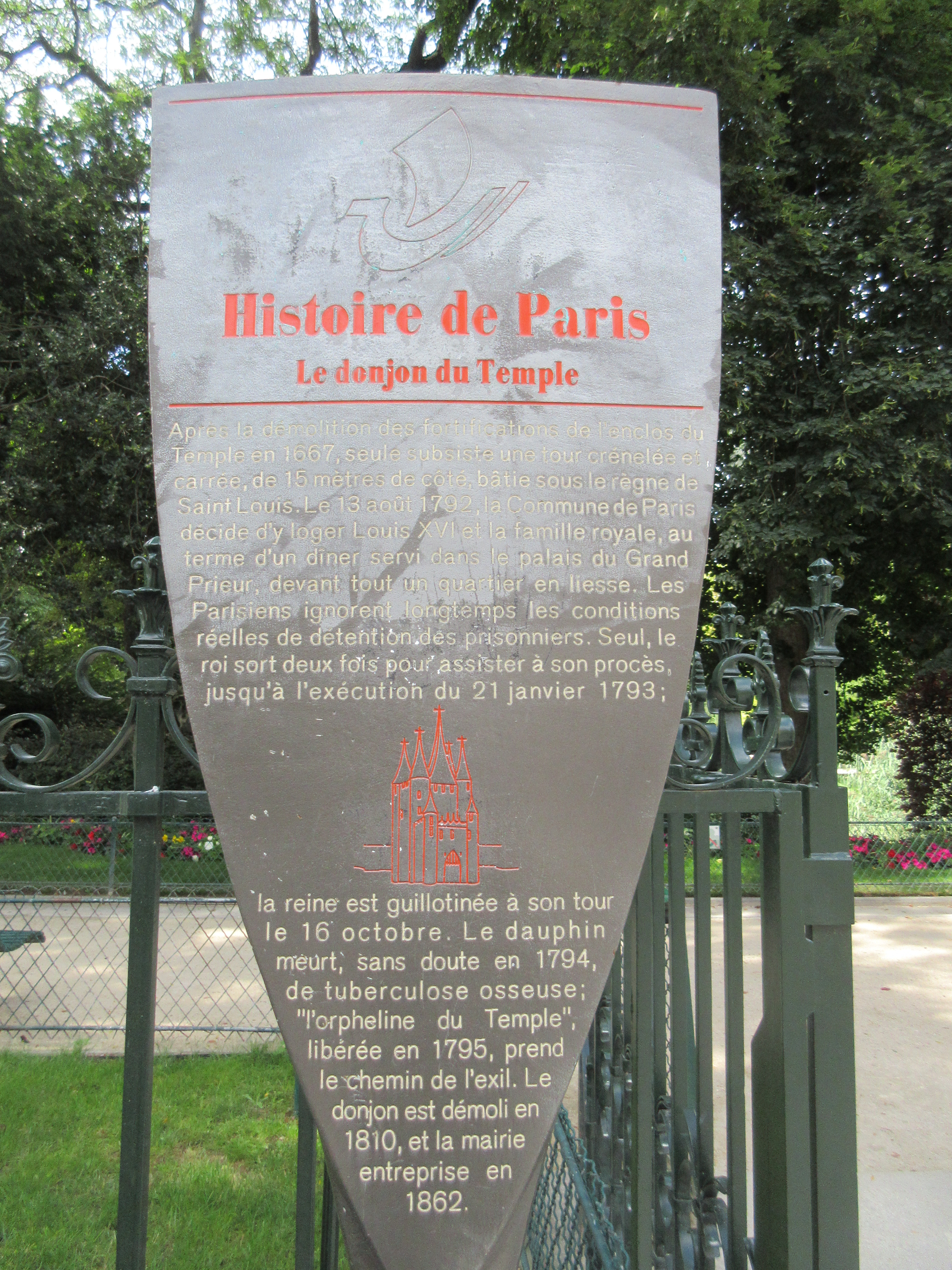
Panneau Histoire de Paris « Le donjon du Temple »

### Botanique
Le square compte 71 arbres et 191 variétés de plantes, dont de nombreuses espèces exotiques, comme un noisetier de Byzance (classé arbre remarquable), un ginkgo biloba, un sophora du Japon, un févier d’Amérique, un ptérocaryer du Caucase, un savonnier et un cognassier de Chine, et un Cedrela d'Amérique.
En 2007, le square a obtenu le label « espaces verts écologiques » décerné par ÉCOCERT.

### Statuaire
On y trouve deux statues. L'une représente le chansonnier Béranger, qui vécut dans la rue proche qui a ensuite pris son nom (rue Béranger). C'est la seconde à son effigie : une première statue en bronze, due à Amédée Doublemard, fut érigée grâce à une souscription publique ouverte en 1879 par le journal La Chanson et détruite en 1941. Elle a été remplacée en 1953 par la statue actuelle, en pierre, d'Henri Lagriffoul.
Une autre statue est composée d'un buste sur un socle où est inscrit « À B. Wilhelm fondateur 1781-1842 L'Orphéon français », au-dessus d'un portrait en médaillon et du texte « À Eugène Delaporte propagateur 1818-1886 ».

## Historique

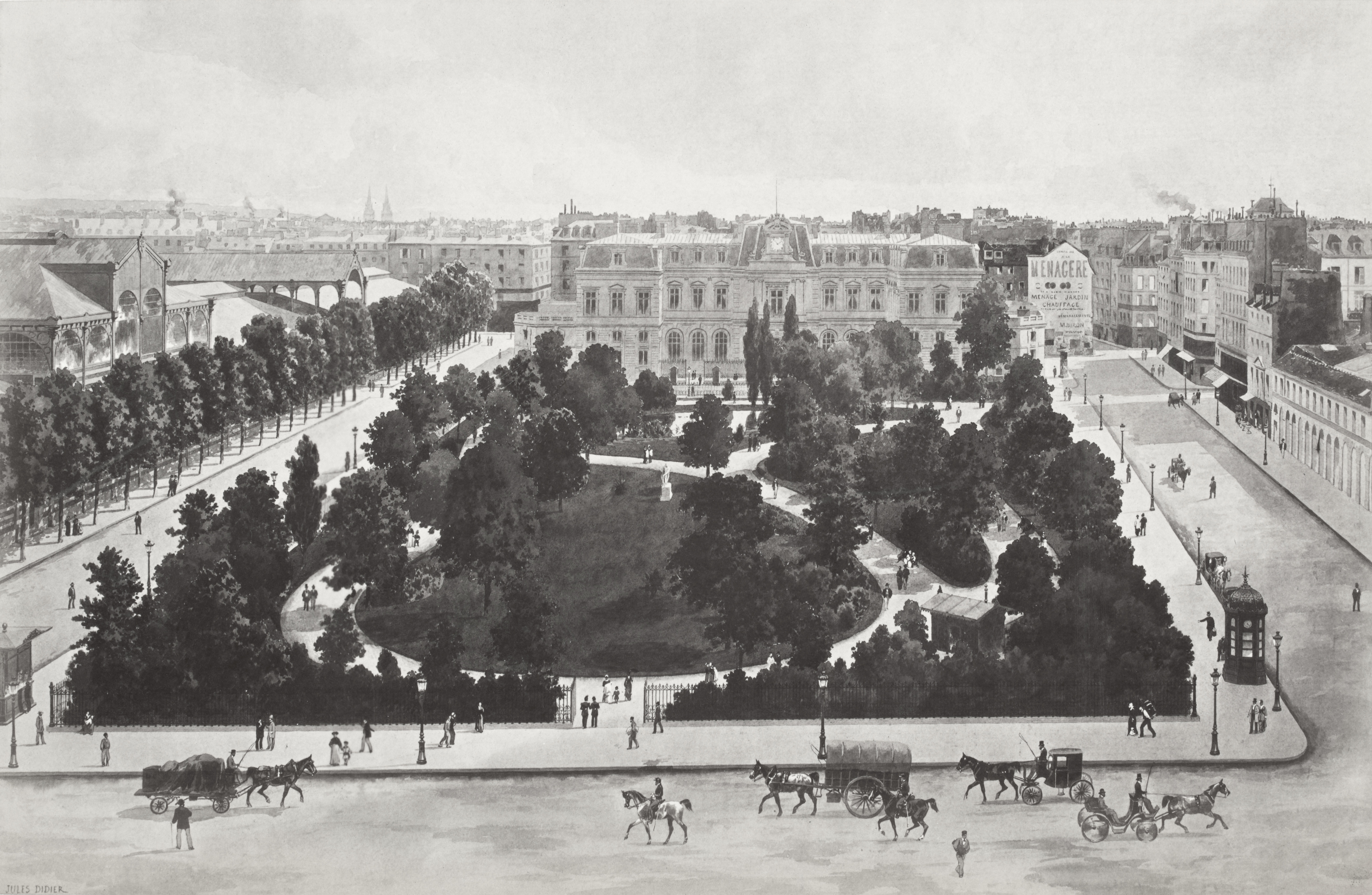
Photographie de Charles Marville (vers 1853-1870).

Au XIIIe siècle, la maison du Temple abritait les chevaliers de l'ordre du Temple puissance financière et politique redoutée qui est dissoute en 1312 lors du concile de Vienne. Le palais est alors affecté à l'ordre de Saint-Jean de Jérusalem.
Il est saisi comme bien National à la Révolution française. Devenue une prison, la tour du Temple est la dernière demeure de Louis XVI et du dauphin Louis XVII. Elle sert ensuite de couvent puis de caserne avant d'être démolie en 1808.
Aménagé par Adolphe Alphand durant les travaux d'Haussmann, le square est ouvert au public le mercredi 11 novembre 1857. Sa superficie totale est de 7 700 m2.
C'est un des 24 squares aménagés à Paris lors des travaux d'Haussmann par Adolphe Alphand, directeur de la voie publique et des promenades de la Ville de Paris.

## Bâtiments remarquables et lieux de mémoire

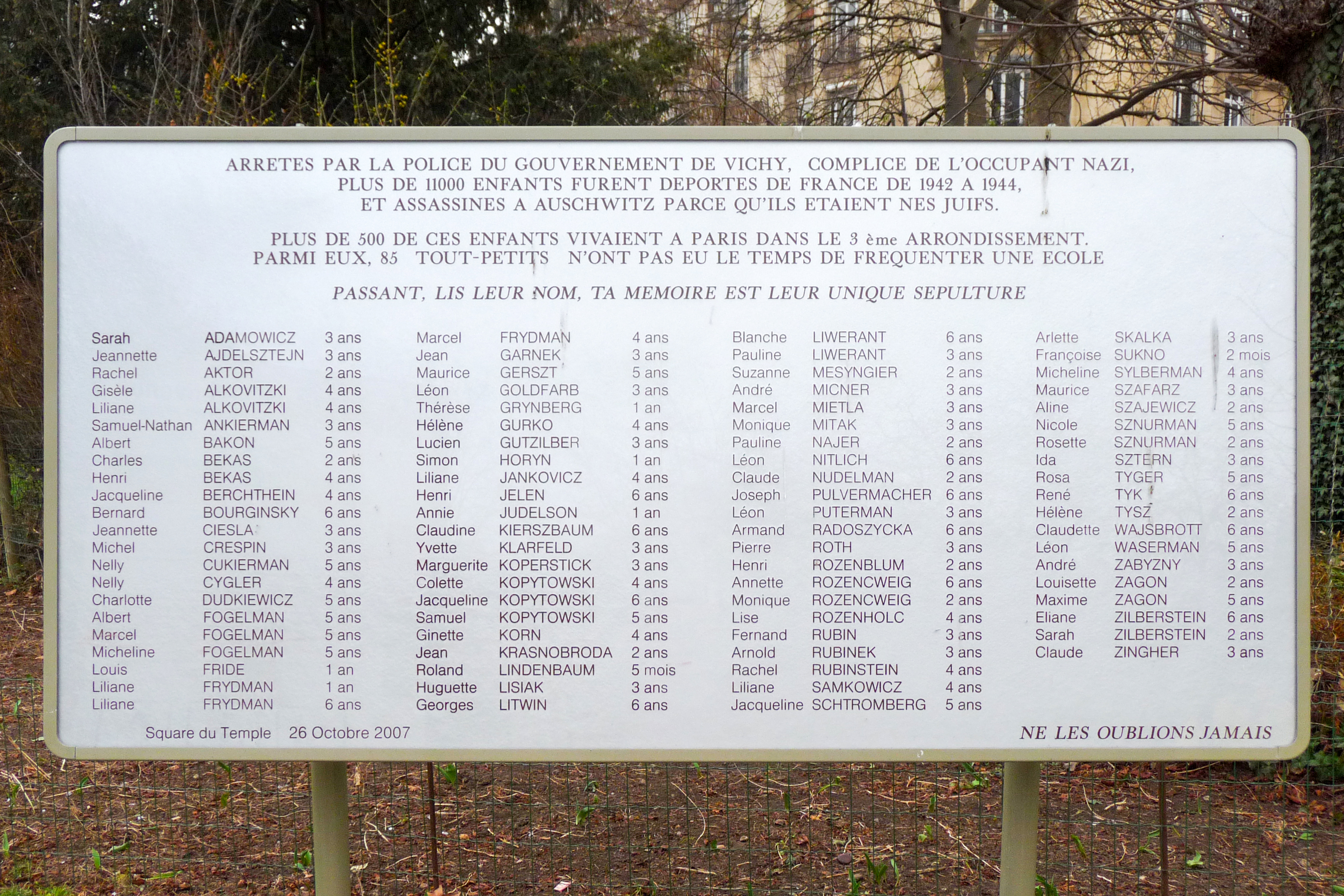
Stèle commémorative aux enfants juifs non encore scolarisés déportés pendant la Seconde Guerre mondiale.

Le 26 octobre 2007, une stèle a été inaugurée sur la pelouse principale du square du Temple. Elle porte les prénoms, noms et âges des 85 « tout-petits qui n'ont pas eu le temps de fréquenter une école », enfants juifs de 2 mois à 6 ans habitant le 3e arrondissement et déportés entre 1942 et 1944 puis assassinés à Auschwitz.
Cette stèle a été dévoilée en présence de plusieurs centaines de personnes, des élus de l'arrondissement et de la ville et de représentants d'associations, dont les Fils et filles de déportés juifs de France. Cette cérémonie a marqué la fin d'un travail entrepris depuis 2000 par l'association Histoire et mémoire du IIIe, qui a recensé pour toutes les écoles de l'arrondissement le nom des enfants déportés — 559 sur les 11 400 enfants juifs déportés de France —, pour lesquels des plaques ont été apposées sur chaque école.
Ces listes ont été réalisées en étudiant les registres des écoles et lycées, les fiches d'état civil de la mairie et le Mémorial de la déportation des Juifs de France de Serge Klarsfeld.
En 2016, le maire du 3e arrondissement, Pierre Aidenbaum, propose de changer son nom en « square Elie-Wiesel », afin de rendre hommage à Eliezer Wiesel, dit Elie Wiesel, un écrivain, philosophe et professeur d'université américain contemporain (1928-2016). Une polémique s'ensuit et, le 29 juin 2017, est inauguré le nom « square du Temple - Elie-Wiesel ».